# Brünigpas
De Brünigpas is een 1008 meter hoge Zwitserse bergpas die de verbinding vormt tussen de kantons Bern, en meer specifiek het Haslital en Obwalden (en het Sarneraatal). De pasroute vormt de kortste verbinding tussen de regio Luzern (stad) en het Berner Oberland. Over de pashoogte voert behalve de Brünigstrasse (deel van de Hauptstrasse 4 en de A8) ook de Brünigbahn smalspoorlijn.
Het loopt van de gemeenten Hasliberg, Brienzwiler en Meiringen in het zuiden naar Lungern en Giswil in het noordelijker Obwalden. Ongeveer 350 m ten noordoosten van de top van de pas loopt de kantongrens. Op de pas ligt het dorp Brünig, dat bij Meiringen hoort.
De Brünigpas wordt als de overgang beschouwt tussen de Berner Alpen ten zuiden, de Emmentaler Alpen ten noordwesten en de Urner Alpen ten noordoosten van de pas.
De Brünigpas is de zuidelijke grens van de Brünig-Napf-Reusslinie, een taal- en cultuurgrens binnen het Hoogalemannisch.
Albrun · Albula · Alpe Gesero · Bernina · Brünig · Chasseral · Croix · Ferret · Flüela · Forclaz · Furka · Furggu · Gemmi · Glas · Glaubenberg ·  Glaubenbüelen · Gries · Grimsel · Grote Scheidegg · Grote St.-Bernhard · Gurnigel · Gueulaz · Jaun · Julier · Klausen · Kleine Scheidegg · Kunkel · Lenzerheidepas · Livigno · Lukmanier · Maloja · Moosalp · Morgins · Mosses · · Saanenmöser · Neggia · Nufenen · Oberalp · Ofen · Pillon · Planches · Pragel · San Bernardino · Sanetsch · Schallenberg · Simplon · Sint-Gotthard · Splügen · Susten · Umbrail · Vue des Alpes · Wolfgang